# Melinda Lightfoot
Melinda Lightfoot (1962) is een Britse jazz-zangeres. Ze is de dochter van klarinettist en bandleider Terry Lightfoot en begon in 1999 in de band van haar vader te zingen. Haar eerste plaatopnames waren in 2001, toen ze op het album "Mainly Traditional" enkele nummers zong. In 2006 kwam haar eerste album uit, waarop ze begeleid werd door de groep van haar vader.

## Discografie
- Hit Me with a Hot Note, Fit Dog, 2006